# Siricio Iro Wani
Siricio Iro Wani (1919-25 mars 1985) est un fonctionnaire soudanais et homme d'État du Soudan du Sud. Il est membre de l'organe collectif à la tête de l'État soudanais, le premier Conseil de souveraineté soudanais, de 1955 à 1958.

## Biographie

### Enfance et formation
Siricio Iro Wani est né en 1919 à Opari, dans l'Équatoria oriental. Il fait ses études à l'école de mission catholique d'Opari, puis fréquente l'école intermédiaire d'Okaru de 1935 à 1938. Wani est choisi pour suivre une formation d'enseignant en 1940-1941, mais décide plutôt de travailler comme magasinier pour le gouvernement en 1945 pour finalement passer au rôle de comptable.

### Carrière politique

#### Avant l'indépendance
Wani rejoint ensuite l'administration et il est nommé sous-mamur (administrateur colonial ; arabe : مأمور ), servant à Wau, Bahr el Ghazal et Torit ,.
En tant que délégué à la Conférence de Juba de 1947 (en), Wani s'oppose à l'idée de la participation du Sud-Soudan à une assemblée législative unifiée à Khartoum. Cependant, il suggère que si le Sud devait envoyer des représentants, ils devraient agir en tant qu'observateurs pour assister aux débats de l'assemblée,. Il plaide également pour la création de conseils provinciaux en tant que plates-formes de formation pour les Sud-Soudanais avant leur implication dans l'assemblée. Malgré sa position antérieure, Wani est nommé membre de l'Assemblée législative de Khartoum en 1948. En 1953, il est élu sénateur à l'Assemblée nationale du Soudan ,.
En 1954, Wani est choisi par le Parlement pour rejoindre la commission du gouverneur général, où il est le seul représentant du Soudan du Sud. Aux côtés d'autres hommes politiques du Sud-Soudan, il se rend au Caire en novembre 1954 pour discuter de l'avenir du Sud-Soudan avec les autorités égyptiennes. Les discussions aboutissent à une résolution en faveur de l'unité entre l'Égypte et le Soudan, ainsi qu'à la création d'un parlement distinct pour le Sud-Soudan.

#### Après l'indépendance

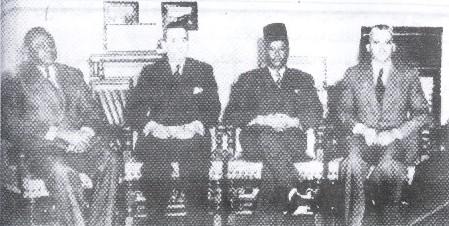
Le premier Conseil de souveraineté (sans compter Ahmad Muhammad Salih), de droite à gauche : Ahmad Muhammad Yasin, al-Dardiri Muhammad Uthman, Abd al-Fattah Muhammad al-Maghribi et Siricio Iro Wani.

Après l'indépendance, Wani devient membre du premier Conseil de souveraineté du 26 décembre 1955 au 17 novembre 1958, le conseil suprême de l'État composé de cinq hommes,. Au fil du temps, il adopte une position plus modérée au sein du Conseil de souveraineté et du Parlement. Il continue à servir sous le régime du général Ibrahim Abboud après le coup d'État militaire de 1958 (en) et il est nommé vice-président du Conseil central de Khartoum de 1961 à 1964. De plus, il est membre de la Commission nationale pour les affaires du Sud, créée en août 1964 pour résoudre les problèmes auxquels le Sud-Soudan est confronté.

## Retraite et décès
Après la révolution d'octobre 1964 (en), il se retire de la politique et s'installe à Opari en 1965. Il consacre son temps à l'agriculture et ne joue aucun rôle politique actif jusqu'à sa mort le 25 mars 1985. Wani est enterré dans sa ville natale d'Opari.
Sa fille, Theresa Siricio Iro Wani, est la présidente de l'Union nationale africaine soudanaise (en).